# Gurusiddapura, Jagalur
Gurusiddapura là một làng thuộc tehsil Jagalur, huyện Davanagere, bang Karnataka, Ấn Độ.